# René Belloq
Dr. René Emile Belloq é um antagonista da franquia Indiana Jones, criada por George Lucas. Fez uma aparição somente no primeiro filme da série, Raiders of the Lost Ark, de 1981. Belloq é um arqueólogo francês que sempre busca levar crédito pelas descobertas de seu rival, Indiana Jones. Sua maior empreitada foi o roubo da Arca da Aliança, um artefato considerado sagrado pelos hebreus; para tal Belloq alia-se aos Nazistas contra Jones. Nos cinemas foi interpretado pelo ator inglês Paul Freeman.

## História do personagem
Logo após o professor Indiana recuperar um ídolo Hovito, ele o encontra na saída do templo e rouba a estatueta de Indy.
Mais tarde no filme , ele se junta aos nazistas Coronel Dietritch e Major Toth para tentar encontrar a Arca da Aliança (Arca onde segundo a bíblia , é guardado o tablete dos Dez Mandamentos feito por Moisés) , que também é procurada por Indy, e assim acontecem vários confrontos no desenrolar no filme.
Quando ele, Major Toth e Coronel Dietritch abrem a Arca, saem dela os fantasmas dos que violaram a santidade da Arca. Depois da morte de Dietrich e Toht, a cabeça de Belloq explode.